# Тень (киносериал)
«Тень» (англ. The Shadow) — американский киносериал по мотивам журнального цикла фантастико-детективных романов о борце с преступностью Тени. Снятые на киностудии Columbia Pictures 15 эпизодов по 20 минут демонстрировались в 1940 году. Этот сериал стал уже третьей экранизацией историй о Тени, до него на экраны вышло два полнометражных фильма — «Тень наносит удар» (1937) и «Международная преступность» (1939), в которых главную роль играл Род Ла Рок. Кроме того, с 1937 года в эфире американских радиостанций звучали радиопостановки приключений Тени, пользовавшиеся большой популярностью. Сериал, однако, никак не был связан ни с предыдущими фильмами, ни с радиопостановками и был гораздо ближе к оригинальным романам.

## Сюжет
Учёный Ламонт Крэнстон надевает костюм Тени и борется со злодеем, известным как Чёрный Тигр, который способен становиться невидимым и пытается завладеть миром при помощи лучей смерти. Тень внедряется в банду Чёрного Тигра, выдавая себя за преступника по имени Лин Чень, чтобы собрать информацию. Дело осложняется тем, что полиция вмешивается в планы Тени и принимает его за Чёрного Тигра. Герою, однако, удаётся разоблачить настоящего главаря преступников и положить конец его планам.

## В ролях
- Виктор Джори — Ламонт Крэнстон / Тень
- Веда Энн Борг — Марго Лейн
- Роджер Мур — Гарри Винсент
- Роберт Фиск — Стэнфорд Маршал
- Джей Пол Джонс — мистер Тернер
- Джек Ингрэм — Флинт
- Эдвард Пейл-старший — инспектор Джо Кардона
- Филип Ан — Ву Юн
- Чарльз Кинг — подручный Расселл

В титрах не указаны
- Мэри Макларен — медсестра Планкитт (в 9-й серии)
- Лестер Дорр — приспешник[англ.]